# 托马斯·莫尔顿
托马斯·莫尔顿（英語：Thomas T. Moulton）为一位美国音讯工程师。他曾赢得了5次奥斯卡最佳音响效果奖，并在此奖项上被提名7次以上。他也曾4次被提名奥斯卡最佳视觉效果奖。

## 精选影视作品
莫尔顿获得过五次奥斯卡奖，并在最佳音效奖中获得7项提名。他还曾获得4次最佳视觉特效提名。
获奖：
- 飓风（英语：The Hurricane (1937 film)）（1937）[1]
- 牧童与贵妇（英语：The Cowboy and the Lady (1938 film)）（1938）[2]
- 蛇穴（英语：The Snake Pit）（1948）[3]
- 晴空血战史（1949）[4]
- 彗星美人（1950）[5]

最佳音效提名：
- 本韦努托·切利尼的故事（英语：The Affairs of Cellini）（1934）[6]
- 黑色天使（英语：The Dark Angel (1935 film)）（1935）[7]
- 孔雀夫人（英语：Dodsworth (film)）（1936）[8]
- 乱世佳人 (1939)[9]
- 我们的小镇（英语：Our Town (1940 film)）（1940）[10]
- 火球（英语：Ball of Fire）（1941）[11]
- 洋基的骄傲（1942）[12]
- 反攻洛血战（英语：The North Star (1943 film)）（1943）[13]
- 风流债（英语：Casanova Brown）（1944）[14]
- 爱到天堂（英语：Leave Her to Heaven）（1945）[15]
- 情泪心声（英语：With a Song in My Heart (film)）（1952）[16]

最佳视觉效果提名：
- 海外特派员（英语：Foreign Correspondent (film)）（1940）[10]
- 归途路迢迢（英语：The Long Voyage Home）（1940）[10]
- 洋基的骄傲（1942）[12]
- 反攻洛血战（英语：The North Star (1943 film)）（1943）[13]